# Guaimario II de Amalfi
Guaimario II era un duque de Amalfi, gobernando junto a su padre, Manso II, y bajo la soberanía de su homónimo, Guaimario IV de Salerno, a partir de 1047, cuando su padre primero lo asocia, a la suya y la deposición de su padre en 1052 por su tío , Juan II, tras el asesinato del príncipe de Salerno.

## Fuente
- Caravale, Mario (ed). Dizionario Biografico degli Italiani: LV Ginammi – Giovanni da Crema. Roma, 2000.